# Nikolaj Evmenov
Nikolaj Anatol'evič Evmenov (in russo Николай Анатольевич Евменов?; Mosca, 2 aprile 1962) è un ammiraglio russo, capo di stato maggiore della Marina militare russa dal 3 maggio 2019 fino a marzo 2024.

## Biografia
Nato a Mosca si è diplomato presso la Scuola avanzata di navigazione sottomarina "Gioventù Leninista" di Leningrado (od. San Pietroburgo) nel 1987, venendo poi assegnato alla Flotta del Pacifico, dove guidò il gruppo di navigazione elettronica sui sottomarini nucleari.
Nel 1998 si è diplomato presso l'Accademia navale nazionale "Kuznecov" tornando poi nella Flotta del Pacifico al comando dei sottomarini lanciamissili balistici K-490 Kalmar e K-506 Zelenograd (classe Delta III); nel 2003 si è diplomato presso l'Accademia militare dello stato maggiore delle forze armate. Tra il 1999 e il 2006 è stato capo di stato maggiore e poi comandante della 25ª Divisione sottomarini della Flotta del Pacifico. Nel 2012 è divenuto capo di stato maggiore e vicecomandante della Flotta del Nord e poi comandante della stessa dal 2016, venendo promosso ad ammiraglio nel 2017.
Il 3 maggio 2019 è stato nominato capo di stato maggiore della Marina militare russa in sostituzione dell'ammiraglio Vladimir Korolëv. Nel marzo 2024 a Evmenov è subentrato come nuovo capo di stato maggiore della Marina militare russa l'ammiraglio Aleksandr Moiseev, già comandante della flotta russa del Nord.